# Hal Finney
Pour les articles homonymes, voir Finney.
Harold Thomas Finney II dit Hal Finney (4 mai 1956 – 28 août 2014) était un développeur pour PGP Corporation, et a été le deuxième développeur embauché après Phil Zimmermann. Au début de sa carrière, il a été crédité en tant que développeur principal sur plusieurs jeux de console. Il a également été un des premiers utilisateurs de Bitcoin et a reçu la première transaction en bitcoins de la part du créateur de Bitcoin, Satoshi Nakamoto.

## Vie et éducation
Finney est né à Coalinga, Californie en 1956. Il a étudié dans le California Institute of Technology et obtenu un Baccalauréat en ingénierie en 1979.

## Carrière
Après avoir été diplômé de Caltech, il est allé travailler dans le domaine des jeux vidéo pour la société APh Technological Consulting qui a développé des jeux vidéo tels qu' Adventures of Tron, Armor Ambush, Astroblast et Space Attack. Il est ensuite allé travailler pour PGP Corporation avec qui il est resté jusqu'à sa retraite en 2011.
Finney était un cryptographe. Au début des années 1990, en plus d’être un utilisateur régulier dans le Cypherpunk listserv, Finney a géré deux remailers anonymes.
Parmi ces activés d’activiste en lien avec la cryptographie, Finney a organisé, avec succès, un concours pour casser un algorithme de chiffrement utilisé par Netscape qu’il jugeait trop faible.
En 2004, Finney a créé la première preuve réutilisable du système de travail avant Bitcoin. En janvier 2009, Finney a été le premier bénéficiaire de la transaction du réseau Bitcoin. Il a continué à programmer jusqu'à sa mort ; il travaillait sur un logiciel expérimental appelé bcflick, qui utilise le Trusted Computing pour renforcer les portefeuilles bitcoin.

## Vie privée et maladie
En octobre 2009, Finney a annoncé dans un essai sur le blog LessWrong qu'il avait été diagnostiqué avec la sclérose latérale amyotrophique (SLA, ou maladie de Charcot) en août 2009. Avant sa maladie, Finney était un coureur actif. Finney et sa femme Fran Finney ont recueilli des fonds pour la recherche sur la SLA avec le Marathon Santa Barbara International,.
En mars 2013, Finney a posté sur un forum de bitcoin qu'il était essentiellement paralysé, mais continuait à programmer. Il a notamment publié un post devenu une référence « Bitcoin and Me », sur le forum Bitcointalk, le 19 mars 2013. Il y relate son histoire professionnelle et personnelle ainsi que son apport au Bitcoin. C'est en effet la première personne à avoir reçu des bitcoins de la part de Satoshi Nakamoto lui-même.
Au cours de la dernière année de sa vie, les Finney ont reçu des appels anonymes exigeant des frais d'extorsion de 1000 bitcoins. Ils ont été victimes de swatting - un canular « où l'auteur appelle le centre d'appel d'urgence en utilisant un numéro de téléphone falsifié et dénonce un faux crime dans l'espoir de provoquer une réponse de la police armée au domicile de la victime ».

## Mort
Hal Finney est mort à Phoenix 28 août 2014 et a été cryoconservé par la Fondation Alcor Life Extension,,.